# 邱志偉
邱志偉（1972年7月24日—），中華民國政治人物，屏東縣麟洛鄉客家人，民主進步黨籍，現任立法委員。2007年起擔任高雄縣政府民政處處長；2010年擔任高雄市政府民政局局長。2011年3月21日，辭職投入2012年立委選舉。同年4月15日，獲民進黨徵召參選高雄市第二選舉區立委，並擊敗中國國民黨四連霸立委林益世而當選。自2012年當選後，於2016、2020、2024年連任成功，並於2024年7月21日獲推選為民進黨中常委。

## 政治活動

### 創立高雄市悅讀協會
協會成立的宗旨為推廣快樂閱讀、鼓勵向學、免除學生經濟困難並專注課業。提供北高雄8區（橋頭、岡山、梓官、彌陀、永安、路竹、湖內、茄萣）家境困難之國中小學生獎助學金，已資助逾373位學子，資助總金額已達到327萬元。

### 寒冬送暖活動
由邱志偉發起，每年不定期舉辦，為北高雄8區社會弱勢民眾發送泡麵、八寶粥、餅乾及滷蛋等物資。

### 兒童戲劇活動
自2019年起，邱志偉每年皆邀請紙風車劇團至北高雄演出，免費開放民眾入場欣賞，至今已舉辦5場戲劇活動。

## 事件

### 批評韓國瑜
2018年4月12日，韓國瑜在國民黨高雄市長初選政見發表會上表示其振興高雄經濟與觀光的政見是爭取迪士尼以及在愛河畔興建世界唯一的巨型摩天輪摩鐵，將其命名為「愛情摩天輪」並與高雄愛河畔的旅館結合，標榜「亞洲任何年輕人度蜜月歡迎你來高雄，上去轉一圈兩小時，做你愛做的事情，不必再另外上賓館；我們請高雄所有『漂亮的小姐』、『沒結婚的』，一個一個（對單身觀光客）拋繡球，一分鐘就可以結婚」，此外還稱「你要基督教、天主教還是佛教，所有儀式都幫你準備好。」他相信愛河會因此美化起來，猶如「右岸有羅密歐與茱麗葉、左有梁山伯與祝英台」，並帶來人潮、且帶動高雄經濟復甦。此政見也引起網友譁然。
民進黨立法委員邱志偉發文指出：「我們不知道，韓國瑜主委（身兼國民黨高雄市黨部主委）是怎麼看待高雄的？」發文提到，國民黨從1998年失掉高雄市長政權，但其高雄市議會最大黨身分歷經整整十六年，遲至2014年才被民進黨取代。「這代表的是，高雄市民其實給國民黨很長時間的機會。但是國民黨長期以來，有沒有認真耕耘高雄市政，有沒有努力想贏回高雄？」呼籲國民黨參選人停止「純粹戲謔發言」。

### 高嘉瑜指控遭傳染新冠肺炎事件
2022年5月23日，邱志偉遭同黨籍立委高嘉瑜於媒體公開指控因邱委員在議場開會時，脫下口罩喝咖啡，害她被傳染新冠肺炎。事後邱志偉表示，高嘉瑜為了個人聲量，不惜出賣自己的靈魂跟政治道德，浪費新聞版面，誤導事情真相。
自己作為公眾人物，遵守指揮中心規定且因常與民眾有接觸機會，更是每日進行快篩，確保陰性才會外出。最後，高嘉瑜於當晚隨即發文表示對誤會邱志偉深感抱歉，可能是她傳染給邱志偉的，「我是開玩笑的，希望邱志偉委員早日康復。」

### 立法院「國會改革五法」院會衝突遭重摔
2024年5月17日，立法院因為國會職權修法爭議發生議會衝突，數名民進黨立委遭藍委推落受傷被轉送至台大醫院。邱志偉輕微腦震盪，郭國文則尾椎骨折，兩人一起對國民黨立委提起殺人未遂、重傷、傷害罪等告訴。

## 個人生活
邱志偉2003年與來自日本千葉縣的安田陽子結婚。

## 選舉紀錄
| 年度 | 選舉屆數             | 選舉區           | 所屬政黨   | 得票數  | 得票率 | 當選標記 | 備註 |
| ---- | -------------------- | ---------------- | ---------- | ------- | ------ | -------- | ---- |
| 2012 | 第八屆立法委員選舉   | 高雄市第二選舉區 | 民主進步黨 | 96,818  | 50.42% |          |      |
| 2016 | 第九屆立法委員選舉   | 高雄市第二選舉區 | 民主進步黨 | 110,819 | 63.24% |          |      |
| 2020 | 第十屆立法委員選舉   | 高雄市第二選舉區 | 民主進步黨 | 126,469 | 63.17% |          |      |
| 2024 | 第十一屆立法委員選舉 | 高雄市第二選舉區 | 民主進步黨 | 117,992 | 63.38% |          |      |

## 外部連結
- 邱志偉FaceBook
- 邱志偉粉絲專頁 （页面存档备份，存于）
- 邱志偉部落格Blogger （页面存档备份，存于）
- 立法院邱志偉委員專頁 （页面存档备份，存于）
- 邱志偉 Youtube （页面存档备份，存于）
- 第二選區區域立委提名整合成功 「少年博士」邱志偉出線 （页面存档备份，存于）
- 邱志偉接掌高雄縣府民政處 （页面存档备份，存于）

| 中華民國政府職務         | 中華民國政府職務                                         | 中華民國政府職務 |
| ------------------------ | -------------------------------------------------------- | ---------------- |
| 高雄市政府（縣市合併後） |                                                          |                  |
| 新頭銜                   | 高雄市政府民政局局長 第一任 2010年12月25日—2011年3月21日 | 繼任： 曾姿雯    |